# Raquel Gameiro
Raquel Roque Gameiro Ottolini (São Mamede, Lisboa, 15 de agosto de 1889 – Santo Condestável, Lisboa, 2 de outubro de 1970), conhecida como Raquel Gameiro, foi uma pintora portuguesa. Era filha do pintor e aguarelista Alfredo Roque Gameiro, irmã da ilustradora Màmia Roque Gameiro e mãe da ilustradora Guida Ottolini.

## Biografia
Filha do pintor português Alfredo Roque Gameiro e de Maria da Assunção de Carvalho Forte (Pena, Lisboa, c. 1872 – ?), Raquel Roque Gameiro nasceu em 1889, na freguesia de S. Mamede, em Lisboa, sendo a mais velha das duas filhas do casal e irmã dos também artistas Manuel, Helena, Màmia e Ruy Roque Gameiro.
Passou a infância e juventude na Amadora, onde viveu com a sua família na actual Casa Roque Gameiro. Começou a desenhar muito jovem, sendo seu primeiro registo de quando ela tinha sete anos de idade.
Dedicou-se sobretudo à aguarela e à ilustração, tendo exposto pela primeira vez na Sociedade Nacional de Belas Artes, onde foi várias vezes premiada, tendo também recebido um “Prémio Ex-líbris”, atribuído pela Imprensa Nacional. Na sua primeira participação recebeu uma menção honrosa. Lá, participou das exposições de 1909, 1910, 1913, 1915, 1929 e 1937. Vários dos seus trabalhos encontram-se expostos no Museu de Arte Contemporânea e no Museu de Madrid.
Teve destaque na "Exposição da Obra Feminina, antiga e moderna de caráter literário, artístico e científico", organizada pelo jornal O Século e por Maria Lamas em 1930.
Sua carreira como ilustradora teve início em 1906, quando Raquel tinha apenas 15 anos. Na época, ilustrou a coleção "Para as crianças", de Ana de Castro Osório. Interrompeu o trabalho ao casar-se, a 7 de janeiro de 1912, na Amadora (então uma freguesia do concelho de Oeiras), com Jorge Gomes Ottolini (Benfica, Lisboa, c. 1890 – Benfica, Lisboa, 15 de julho de 1955), descendente do 1.º Conde de Ottolini, filho de Manuel da Veiga Ottolini e de Carolina Augusta Gomes Ottolini. Deste casamento nasceram quatro filhos.
Retomou as suas atividades na década de 20, quando assinou obras de Adolfo Portela, Agostinho de Campos, Ana de Castro Osório, António Sérgio, Augusto de Santa-Rita, Emília de Sousa Costa, Mário Gonçalves Viana Rocha Martins, Rodrigues Lapa, Sara Beirão e Tomás Borba.
De entre as várias ilustrações que produziu, são notáveis as imagens criadas para O Livro do Bébé (1917; 3.ª edição, 1925), com versos de Delfim Guimarães e a capa para o livro Água de Neve (1933), de Nuno de Montemor.
Já que muitos de seus desenhos não poderiam mais ser dissociados das histórias ilustradas, intensificou o seu trabalho na década de trinta, trabalhando também para jornais e revistas. Além de ter colaborado para as revistas Serões (1901–1911) e O Domingo Ilustrado (1925–1927), teve diversas capas e ilustrações em publicações como ABCzinho, Joaninha, Eva, Ilustração Portuguesa, Jornal dos Pequeninos, Lusitas, Modas e Bordados, O Mosquito, Mickey, Portugal Feminino e Sphinx. Chegou também a ilustrar manuais escolares e a lançar dois livros de sua autoria. O primeiro foi A história do bebê, obra em que os pais podem registrar os momentos mais marcantes da vida de seus filhos, desde o nascimento até a primeira comunhão. O livro obteve sucesso, com diversas reedições. O segundo A lição de Salazar, em que participou do visual gráfico.
Morreu a 2 de outubro de 1970, vítima de insuficiência cardíaca congestiva, na freguesia de Santo Condestável, em Lisboa, onde residia na Rua de Infantaria 16, n.º 92, 1.º direito. Foi sepultada no Cemitério dos Prazeres.

## Homenagens
O seu nome foi atribuído à Escola do 1.º Ciclo do Ensino Básico/Jardim de Infância Raquel Gameiro, na freguesia da Venteira, concelho da Amadora.